# Fort Pierre Chouteau
Fort Pierre var en stor handelsstation for byttehandel med indianere i South Dakota fra 1832 til 1855. Det udgjorde et vigtigt led i en kæde af større og mindre handelsstationer langs Missouri River opført af det dominerende pelskompagni Upper Missouri Outfit, populært kaldet American Fur Company.:955  Af samtlige handelsstationer i South Dakota bygget med henblik på opkøb af indianernes skind og pelse var alene Fort Pierre aktivt i mere end 20 år.
Der er intet tilbage af fortet, men grunden blev medtaget på National Register of Historic Places i 1976. Det kom på listen over National Historic Landmarks i 1991 som Fort Pierre Chouteau Site. Som begrundelse nævnes bl.a. fortets økonomiske betydning, dets rolle i USA’s ekspansion mod vest og dets funktion som et centrum for kontakt på prærien mellem to vidt forskellige kulturer gennem årtier.:2 
Fortets navn lever videre som et bynavn: Fort Pierre, South Dakota, ligger ved Missiour River lidt over seks kilometer syd for fortets beliggenhed.:1 

## Historie og betydning
Byggeriet af Fort Pierre var godt i gang nogle hundrede meter inde på vestbredden af Missouri River, da det blev indviet i sommeren 1832. Det fik navn efter en af partnerne i American Fur Company, Pierre Chouteau, Jr.:271  Det nye fort var en erstatning for det ældre Fort Tecumseh, som var Columbia Fur Companys ejendom ved dets sammenslutning med det oprindelige American Fur Company sidst i 1827, og som nu var i fare for at skride i Missouri River. Placeret midt i South Dakota omkring fem kilometer nord for Bad River (kaldt Teton River dengang) var Fort Pierre en af de vigtigste handelsstationer for handel med lakotaerne og andre siouxer.:954 
Ganske som Fort Clark og Fort Union længere oppe ad Missouri River indtog fortet en nøgleposition ved samtidig at fungere som både et varelager og en opbevaringsplads for skindene indkøbt i kompagniets mindre forter andre steder.:Note 277  Skindene fra de små salgssteder blev presset i bundter i Fort Pierre og siden sejlet ned til kompagniets lagerbygninger i St. Louis sammen med fortets egen beholdning af erhvervede skind. Fra 1836 rullede lange vogntog med op til 100 hestetrukne Red River-trækvogne til Fort Pierre med skind fra Fort Laramie i Wyoming.:13 
I juni 1833 fragtede pelskompagniets egen hjuldamper omkring 7.000 bisonskind og pelse ned ad Missouri River fra fortet.:160  Antallet var vokset til omkring 90.000 skind i 1840erne, og i starten af 1850erne nåede 100.000 skind årligt ned til St. Louis fra Fort Pierre.:16 
I bytte for skindene udså indianerne sig f.eks. knive og økser, gryder, tinkrus, bly til kugler samt klædestoffer, glasperler, bjælder, kamme og meget andet.:9  Det var også muligt at bede om alkoholiske drikkevarer på trods af en amerikansk lov vedtaget den 30. juni 1830,:169  der forbød salg af spiritus til indianerne. Ved at tage godt imod diverse inspektører og traktere dem vel undgik fortet, at de kiggede for grundigt i krogene.:16 

### Lukning
I sommeren 1855 afstod pelskompagniet Fort Pierre til den amerikanske hær for 45.000 dollars,:279  som skulle bruge det under den igangværende konflikt med lakotaerne. Fortet var den første militærstationen så højt oppe ad Missouri River.:2  I 1857 blev mest muligt af fortet skilt ad og skibet ned ad Missouri River for at blive genbrugt i bygningen af militærstationen Fort Randall, også South Dakota, omkring 50 kilometer nord for Niobrara Rivers udløb i Missouri River.:290 

## Beskrivelse
Fort Pierre stod færdigt i maj 1833:12  og var beskyttet af en cirka 113 x 110 meter lang palisade:955  med en bastion i både nordøstre og sydvestre hjørne. To porte i modsatte sider af palisaden førte ind til en stor, åben midterplads. Bestyrerens hus var i ét plan, men det var med flere rum og god plads.:156  I det nybyggede fort klinede alle træbygningerne – lagerhuse, køkken, smedje osv.:273-274  – sig op mod indersiden af palisaden. Fortets plan ændrede sig med tiden – bygninger forfaldt og nye kom til efter behov.:1  Opførelsen af ekstra bygninger i 1843 afspejlede fortets rentabilitet.:16  I 1850 var bygningerne langs indersiden af palisaden trukket lidt ud fra denne, så der fandtes en smøge bag dem.:76 
Til fortet, men lige udenfor palisaden, hørte der en indhegnet have. I 1833 græssede 36 stykker kvæg på den nærliggende prærie, så fortet var selvforsynende med mælk og smør.:156  På en bred og flere kilometer lang ø:9  i Missouri River, Farm Island, havde fortet flere opdyrkede arealer:157  med bl.a. kartofler, gulerødder og kål.:455 
En del af de ansatte levede sammen med deres familie i fortet, der husede over 100 personer.:156 
Omkring 400 meter syd for fortet var der lavet en lille begravelsesplads til både hvide og indianere. De hvides grave var markeret med trækors stukket i jorden eller med gravsten, mens indianerne lå i bræddekister anbragt på et stillads.:77 
Efter American Fur Companys køb af Fort Laramie i Wyoming i 1836 åbnede handelsfolkene en landrute mellem de to forter.:13 
George Catlin frembragte som den første et maleri af Fort Pierre (ikke helt nøjagtigt og set på lang afstand), da han besøgte det i sommeren 1832.:1  I foråret 1834 lavede Karl Bodmer sin gengivelse af det færdigbyggede Fort Pierre set fra en løftet del af prærien vest for fortet.:457 

## Kunder
Flere lakotaer – oglala, brulè,:160  blackfeet:159  og måske andre – slog lejr ved Fort Pierre for at handle. Siouxer øst for Missouri River – santee, yankton og yanktonai:2  - måtte krydse floden for at nå fortet. Nogle ventede med at sælge deres skind og pelse til om vinteren, så de kunne gå over til handelsstationen på den frosne flod.:152 